# Centrale nucléaire de Lungmen
Le projet de centrale nucléaire de Lungmen (龍門發電廠) vise à équiper Taïwan d'une 4e centrale nucléaire (第四核能發電廠; 核四). Démarré en 1999, le chantier est suspendu par le gouvernement en raison de protestations persistantes.

## Description
Il est prévu que la centrale soit équipée de deux réacteurs à eau bouillante « avancés » ABWR de 1300 MWe dont la mise sur le réseau devait intervenir en 2006 et 2007.
La construction avait démarré en 1997, mais elle a vite pris du retard en raison d'oppositions politiques. La décision d'interrompre la construction en l'an 2000 a été une des raisons de la démission du premier ministre Tang Fei.
En février 2013, les travaux sont suspendus dans l'attente d'un référendum qui a lieu le 24 novembre 2018.
Le 14 mars 2015, plusieurs manifestations pour réclamer la sortie du nucléaire et l'abandon du projet de Lungmen ont réuni 30 000 manifestants à Taipei  et 15 000 au total dans deux autres villes, selon des estimations des organisateurs.
Le référendum de novembre 2018 a décidé l'abrogation de la loi sur la sortie du nucléaire et donc la relance des travaux à Lungmen. Cependant en février 2019, le gouvernement a déclaré ne pas vouloir prolonger la durée de vie des centrales nucléaires actuelles ni redémarrer la construction de la centrale de Lungmen.